# بلشفي قديم

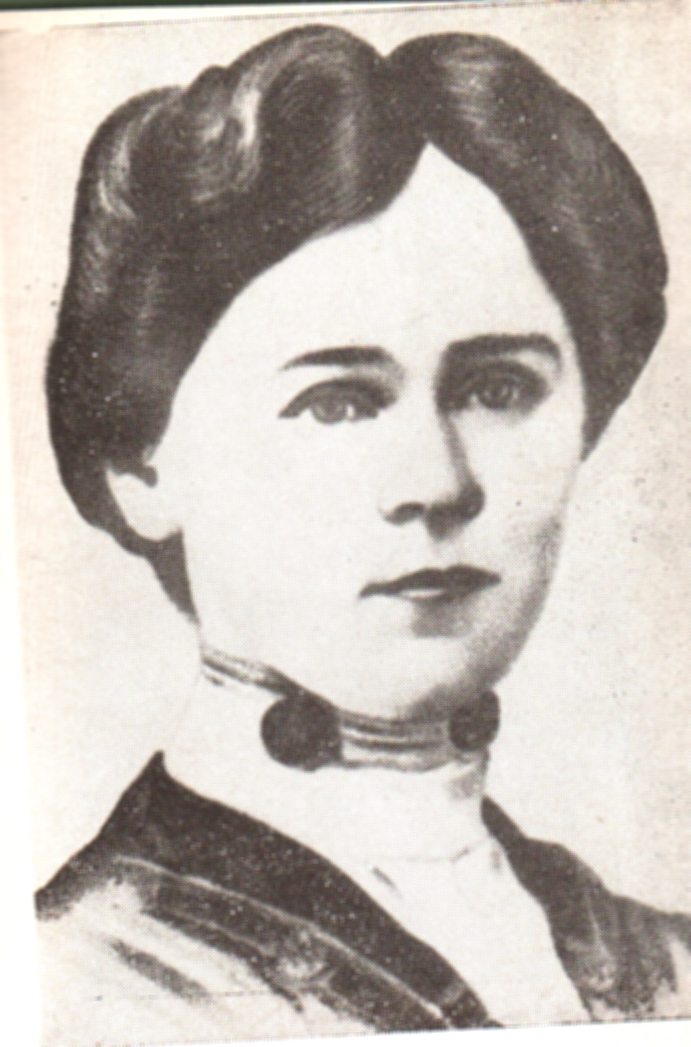
إميليا ألكسيفا - ثورية، نسوية، مشاركة في النضال من أجل السلطة السوفيتية في ألتاي

البلشفي القديم (بالروسية: ста́рый большеви́к، وتُنطق ستاري بولشفيك) أو الحرس البلشفي القديم أو حرس الحزب القديم هو لقب تكريمي غير رسمي كان يُطلق على أعضاء الحزب البلشفي الذين تمتعوا بعضويته من قبل ثورة 1917، كان فلاديمير لينين يعتبر انتماء المرء إلى «حرس الحزب القديم» بمثابة «شرف عظيم لا يضاهى»، حتى أن العديد من المنشآت في عهده حملت اسم «البلشفي القديم»، ومنها دور نشر وبواخر ومستوطنات ومزارع جماعية، وكان هذا التكريم المبالغ فيه مناقضًا لما فعله بهم ستالين في فترة لاحقة.
أطاح ستالين بالكثير من أولئك البلاشفة القدامى من السلطة، وتعرض العديد منهم في عهده للمحاكمة والترحيل إلى معسكرات العمل القسري (الغولاغ) والإعدام بتهمة الخيانة العظمى على يد المفوضية الشعبية للشؤون الداخلية إبان التطهير الأعظم (1936 ـ 1938) وقضى بعضهم الآخر نحبهم في ظروف غامضة، وأُبعد أفضلهم حظًا عن الحكومة المركزية وعن البلاد بتعيينهم سفراء بالخارج، مثل ألكسندرا كولونتاي.
كان أول من توفي من البلاشفة القدامى البارزين ياكوف سفيردلوف (توفي سنة 1919)، وآخر من توفي منهم هو لزار كاغانوفيتش، الذي توفي سنة 1991 عن عمر ناهز السابعة والتسعين.

## من أبرز البلاشفة القدامى
- فيلكس دزيرجينسكي
- لزار كاغانوفيتش
- نيكولاي بوخارين